# Ath Hamdoune
 (février 2008).
Si vous disposez d'ouvrages ou d'articles de référence ou si vous connaissez des sites web de qualité traitant du thème abordé ici, merci de compléter l'article en donnant les références utiles à sa vérifiabilité et en les liant à la section « Notes et références ».
Ath-Hamdoune est un village de Kabylie en Algérie. Le village est situé sur les premières hauteurs de Tazmalt, dans la vallée du Sahel-Djurdjura, à 2 km au nord de Tazmalt, et est entouré de six villages : Idhriqen au sud, Ivahlal (Bahalil) au nord, Takerboust au nord-ouest, Ighil Ouchekrid au nord-est et Taghza au sud-ouest.
Son nom vient du mot « Amdoun » ou un lac en kabyle. Il s’étend sur une superficie de 22 km2 et compte une population de 3 958 habitants en 2006.
D'une économie très orientée vers l'agriculture et l'élevage. Les nombreuses sources présentes surtout dans le côté ouest (Chakrane) du village favorisent la sédentarisation et l'implantation de la population et offrent les conditions nécessaires au développement d'une vie sociale et agricole intense.
Administrativement, il fait partie de la wilaya (département) de Bouira, daïra de M'Chedallah et à la commune d’Aghbalou.

## Histoire
Ath-Hamdoune a subi depuis des décennies le supplice, la souffrance et les épreuves des différents occupants de l’Algérie dont il s’est retrouvé isolé mais uni dans la plus haute place du village qui s’appelle Agharef. Car, c’était une place stratégique qui leur a permis d’observer et d’analyser de loin les manœuvres d’ennemis. Ce village faisait partie du clan d’Ath Abbas qui a combattu les Espagnols d’après les contes et les souvenirs restant. Le fils d’Ahmed Belkadi le fondateur de la dynastie de Koukou et roi d’Alger de 1520 à 1527 a choisi le village Ath-Hamdoune comme lieu de refuge et de tanière pour s’échapper de troupes militaires espagnoles qui le suivaient durant cette époque.
En 1954, au déclenchement de la guerre de libération, les villageois d’Ath Hamdoune ont été considérés comme des « hors-la-loi » par l’administration de M’Chedallah vu leur engagement et leur détermination pour servir l’ALN et de lutter pour l’indépendance de l’Algérie. Ils étaient parmi les premiers à joindre les maquis des moudjahiddines dont Amirouche Ait Hamouda, Abderrahmane Mira et les autres en témoignent. Plusieurs fois le village d’Ath-Hamdoune a connu des bombardements, des mitraillades, des effondrements partiels ou généraux des maisons duquel l’opération Jumelles du 28 décembre 1959 au 5 avril 1960 avait coûté la vie de centaines de martyrs, sans compter les dégâts engendrés, des dizaines de sans-abri, plusieurs blessés et des invalides de guerre.
Depuis l’indépendance à ce jour, Ath-Hamdoune a bénéficié auprès des autorités administratives et sécuritaires d’un pouvoir presque entier de gérer les affaires intérieures par le chef du village (Lâouqals) afin de préserver les coutumes anciennes comme le font plusieurs villages voisins.

## Agriculture
Ath-Hamdoune est couvert à plus de 90 % par des oliviers (tizemrin) qui, constituent une production oléicole très importante. Notant qu’à partir de 1999, les agriculteurs du village ont bénéficié de l’aide communale et wilayale concernant le creusage des cuves en recevant une aide financière de 100 DA par arbre. Le nombre total d’oliviers est d’environ 13000 arbres ainsi que la production moyenne d’huile d’olive est estimée entre 2 et 8 quintaux par an et par foyer.
En deuxième place après les oliviers, le village possède plus de 2500 figuiers (tineqlin) qui couvrent les besoins de la population en matière des figues sèches. Car le figuier se caractérise par une exposition très ensoleillée et une résistance au froid. Il est peu exigeant et s’accommode de tout type de sol mais sa croissance est optimale dans les sols légers, plutôt sableux, profonds et fertiles. S’il préfère le calcaire, il s’adapte très bien en sols acides. D’autres branches d’agriculture figurent également parmi les occupations des paysans d’Ath-Hamdoune telles que l’apiculture, l’élevage des volailles et sans oublier bien sûr la présence forte des figues de barbarie (akarmous) dans le village.
En revanche les céréales représentent environ 15 % de l’agriculture du village duquel le blé d’hiver fut le plus semé. En effet, le climat tempéré d’Ath-Hamdoune favorise la germination qui est uniquement déterminée par une somme de température 30 °C base 0 °C. Il s'agit de la température moyenne quotidienne cumulée. Il faut en moyenne 30 °C pour la germination, soit trois jours à 10 °C ou 10 jours à 3 °C, et environ 150 °C pour le lever. Sachant qu’une semoulerie est présente au sud du village au lieu-dit « Aâmoura » qui emploie 25 salariés.
Enfin, l’élevage, la vieille tradition des villageois kabyles et d’Ath-Hamdoune en particulier qui fournissait d'autres ressources telles que le lait, le cuir, la laine et la graisse. L'élevage permit une civilisation de l'objet des siècles précédents ; le cuir était transformé en chaussures ; la laine alimentait le textile traditionnel. Les cornes entraient dans la fabrication d'instruments de musique. En général, deux tiers des foyers d’Ath-Hamdoune possèdent de 2 à 7 têtes d’animaux (vaches, taureaux, moutons, brebis, ânes, chèvres, …).

## Traditions
Chaque année, on assiste à des nombreuses festivités traditionnelles dans le village Ath Hamdoune. Ainsi, chaque tradition a son histoire qui est connue par nos villageois. Chaque 12 mars du calendrier romain ou latin qui correspond au 1er mars du calendrier berbère « Amenzou n Tafsut » on se lève de bon matin vers 5 heures avant le lever du soleil pour aller à un lieu du village qui s'appelle « Tamrejt n si kasi », située près du lieu-dit Thivirguiouine, tous en chantant « Anmager Tafsut, Argez Tametut » nous accueillons le printemps, homme et femme. Tous les garçons et filles du village, qui le font pour la première fois, amènent avec eux des bonbons, un petit déjeuner bien amélioré et cueillent sur place des fleurs (le muguet) qu'il brandissent fièrement et dans une joie collective, pour célébrer le début du printemps Tafsut. Et pour s'assurer que tous les villageois y vont, alors « Ajâoud » un homme très aimé qui possède une très forte voix faisait le tour dans le village en criant Anmager Tafsut pour que les autres l'entendent et bien pour joindre la foule en direction de « Tamrejt n si kasi ». D’ailleurs, même Mahdi Mzegren a chanté sur cette tradition que font quelques villages kabyles en disant « Ekret merra asnawi ijejigen, damenzu tafsut ferhen wulawen » Venez tous avec des fleurs pour célébrer le printemps, son premier jour tous les cœurs sont heureux ».
Une deuxième tradition phare se produit quand la sécheresse menace d'atteindre un niveau critique, alors à ce moment-là les villageois se réunissent pour demander la clémence divine et prier pour le retour de la pluie ! La cérémonie se déroule dans le cimetière du village « Sidi Lhadi ». Le matin vers 8 heures on faisait le tour dans le village pour demander de la semoule, de l’huile d’olive, des légumes, …aux villageois pour préparer un couscous, après avoir mangé ce couscous ensemble dans le cimetière tout en priant le dieu.
Au commencement de l’hiver, les villageois se rassemblent pour faire des équipes allant dans les quatre coins du village pour bien diriger l’eau des rivières vers tous les champs du village afin de ne pas laisser cette eau s’écouler sans bénéfice. Bien assurément à la fin de la journée vers 4 heures, les villageois préparent et mangent ensemble « Ademine » un repas qui est fait avec un mélange de la semoule et l’huile d’olive qui se mange avec des figues sèches.